# 西川越駅
西川越駅（にしかわごええき）は、埼玉県川越市大字小ケ谷（おがや）にある、東日本旅客鉄道（JR東日本）川越線の駅である。

## 歴史
- 1940年（昭和15年）7月22日：開業[1][2]。
- 1965年（昭和40年）6月1日：業務委託駅となる（日本交通観光社に委託）[3]。
- 1970年（昭和45年）10月1日：荷物扱い廃止[4]。無人駅となる[5]。
- 1987年（昭和62年）4月1日：国鉄分割民営化に伴い、東日本旅客鉄道（JR東日本）の駅となる[2]。
- 1999年（平成11年）3月：駅舎改築[1]。
- 2001年（平成13年）11月18日：ICカード「Suica」の利用が可能となる[広報 1]。
- 2017年（平成29年）12月2日：自動放送装置を更新。

## 駅構造
単式ホーム1面1線を有する地上駅。簡易Suica改札機が設置されている。
以前は無人駅であったが、本屋改築と前後してJR東日本ステーションサービスが業務を行う業務委託駅（川越駅管理）となっている。早朝（7時まで）・夜間時は駅員が不在となり、駅舎が閉鎖されるため、乗車時は乗車駅証明書を受け取ることになる。また、11時30分から12時30分までは休憩時間となる。

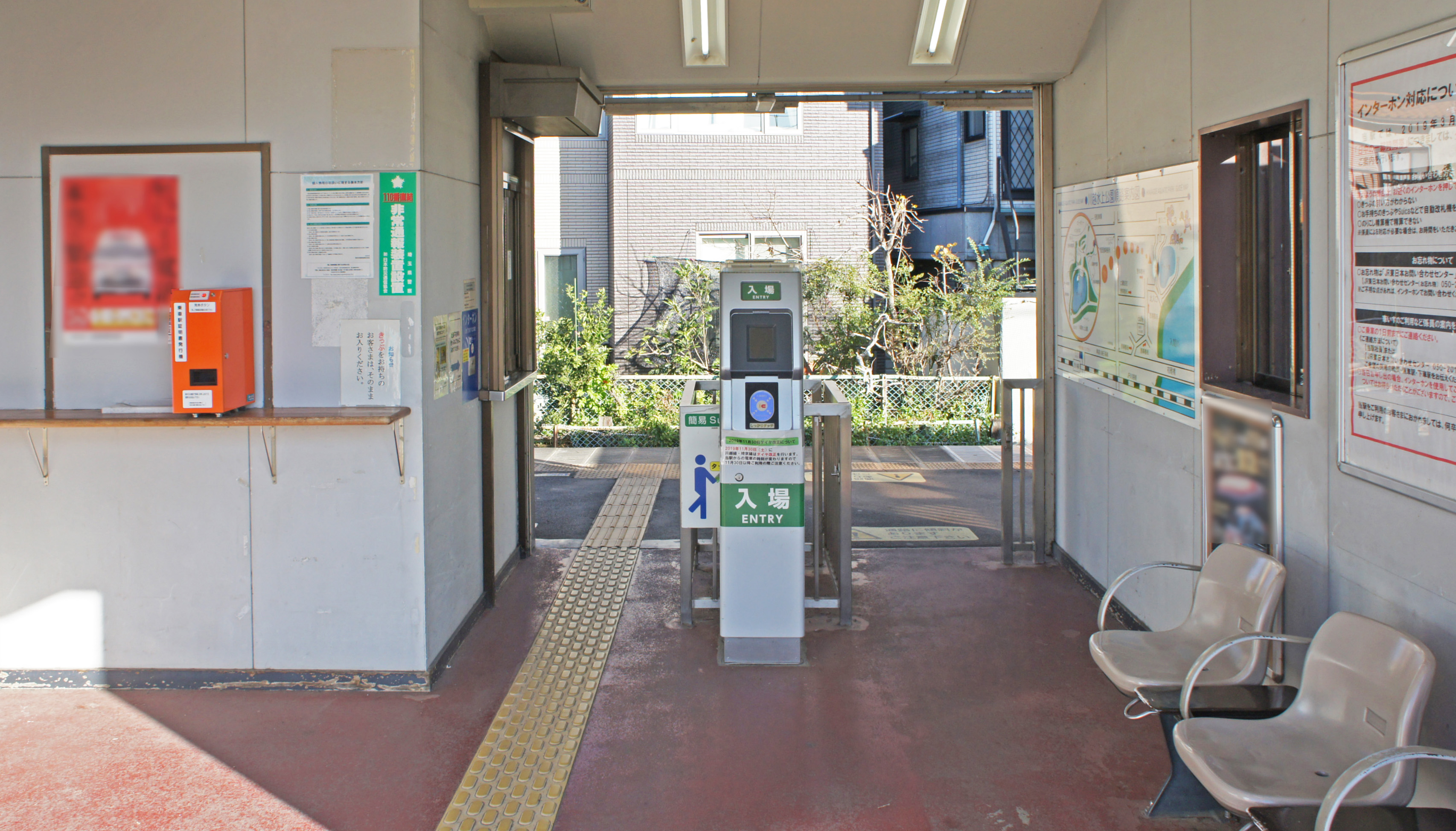
改札口（2019年11月）
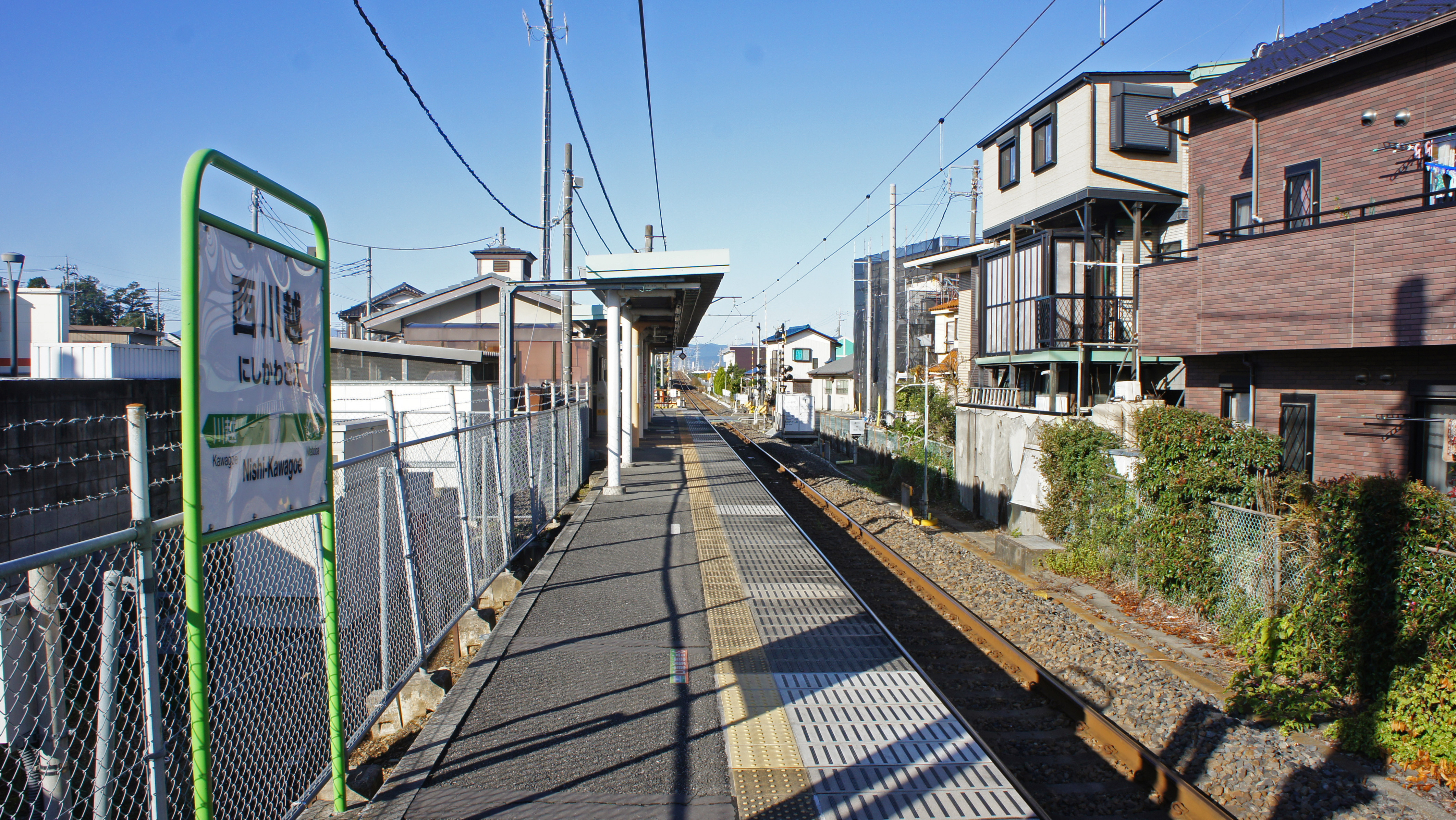
ホーム（2019年11月）

## 利用状況
2023年度（令和5年度）の1日平均乗車人員は1,294人である。川越線の駅では最も少ない。
JR東日本および埼玉県統計年鑑によると、1990年度（平成2年度）以降の1日平均乗車人員の推移は以下の通り。
| 年度               | 1日平均 乗車人員 | 出典     |
| ------------------ | ---------------- | -------- |
| 1990年（平成02年） | 445              |          |
| 1991年（平成03年） | 663              |          |
| 1992年（平成04年） | 737              |          |
| 1993年（平成05年） | 810              |          |
| 1994年（平成06年） | 866              |          |
| 1995年（平成07年） | 890              |          |
| 1996年（平成08年） | 914              |          |
| 1997年（平成09年） | 883              |          |
| 1998年（平成10年） | 899              |          |
| 1999年（平成11年） | 986              | [ * 1 ]  |
| 2000年（平成12年） | 1,050            | [ * 2 ]  |
| 2001年（平成13年） | 1,030            | [ * 3 ]  |
| 2002年（平成14年） | 1,024            | [ * 4 ]  |
| 2003年（平成15年） | 1,061            | [ * 5 ]  |
| 2004年（平成16年） | 1,110            | [ * 6 ]  |
| 2005年（平成17年） | 1,156            | [ * 7 ]  |
| 2006年（平成18年） | 1,164            | [ * 8 ]  |
| 2007年（平成19年） | 1,177            | [ * 9 ]  |
| 2008年（平成20年） | 1,223            | [ * 10 ] |
| 2009年（平成21年） | 1,236            | [ * 11 ] |
| 2010年（平成22年） | 1,225            | [ * 12 ] |
| 2011年（平成23年） | 1,210            | [ * 13 ] |
| 2012年（平成24年） | 1,257            | [ * 14 ] |
| 2013年（平成25年） | 1,312            | [ * 15 ] |
| 2014年（平成26年） | 1,361            | [ * 16 ] |
| 2015年（平成27年） | 1,403            | [ * 17 ] |
| 2016年（平成28年） | 1,375            | [ * 18 ] |
| 2017年（平成29年） | 1,344            | [ * 19 ] |
| 2018年（平成30年） | 1,347            | [ * 20 ] |
| 2019年（令和元年） | 1,337            | [ * 21 ] |
| 2020年（令和02年） | 1,079            |          |
| 2021年（令和03年） | 1,159            |          |
| 2022年（令和04年） | 1,293            |          |
| 2023年（令和05年） | 1,294            |          |

## 駅周辺
- 川越西郵便局
- 川越水上公園[1]
- 星野高等学校第二校舎
- 川越市立泉小学校
- 川越市立今成小学校
- 川越市総合保健センター

### 路線バス
最寄りの停留所は、「西川越駅」となる。
- 川越シャトル（東武バスウエスト委託運行）
  - 20：霞ヶ関駅北口行/川越駅西口行
- 2012年3月31日までは、西武バスの川越34系統が乗り入れていた。

## 隣の駅
東日本旅客鉄道（JR東日本）
■川越線
川越駅 - 西川越駅 - 的場駅

### 記事本文

##### 広報資料・プレスリリースなど一次資料
1. ↑  “Suicaご利用可能エリアマップ（2001年11月18日当初）” (PDF).   東日本旅客鉄道. 2019年7月27日時点のオリジナルよりアーカイブ。2020年4月29日閲覧。

### 利用状況
1. ↑  埼玉県統計年鑑 - 埼玉県
2. ↑  統計かわごえ - 川越市

JR東日本の2000年度以降の乗車人員
1. ↑  各駅の乗車人員（2000年度） - JR東日本
2. ↑  各駅の乗車人員（2001年度） - JR東日本
3. ↑  各駅の乗車人員（2002年度） - JR東日本
4. ↑  各駅の乗車人員（2003年度） - JR東日本
5. ↑  各駅の乗車人員（2004年度） - JR東日本
6. ↑  各駅の乗車人員（2005年度） - JR東日本
7. ↑  各駅の乗車人員（2006年度） - JR東日本
8. ↑  各駅の乗車人員（2007年度） - JR東日本
9. ↑  各駅の乗車人員（2008年度） - JR東日本
10. ↑  各駅の乗車人員（2009年度） - JR東日本
11. ↑  各駅の乗車人員（2010年度） - JR東日本
12. ↑  各駅の乗車人員（2011年度） - JR東日本
13. ↑  各駅の乗車人員（2012年度） - JR東日本
14. ↑  各駅の乗車人員（2013年度） - JR東日本
15. ↑  各駅の乗車人員（2014年度） - JR東日本
16. ↑  各駅の乗車人員（2015年度） - JR東日本
17. ↑  各駅の乗車人員（2016年度） - JR東日本
18. ↑  各駅の乗車人員（2017年度） - JR東日本
19. ↑  各駅の乗車人員（2018年度） - JR東日本
20. ↑  各駅の乗車人員（2019年度） - JR東日本
21. ↑  各駅の乗車人員（2020年度） - JR東日本
22. ↑  各駅の乗車人員（2021年度） - JR東日本
23. ↑  各駅の乗車人員（2022年度） - JR東日本
24. ↑  各駅の乗車人員（2023年度） - JR東日本

埼玉県統計年鑑
1. ↑  埼玉県統計年鑑（平成12年）
2. ↑  埼玉県統計年鑑（平成13年）
3. ↑  埼玉県統計年鑑（平成14年）
4. ↑  埼玉県統計年鑑（平成15年）
5. ↑  埼玉県統計年鑑（平成16年）
6. ↑  埼玉県統計年鑑（平成17年）
7. ↑  埼玉県統計年鑑（平成18年）
8. ↑  埼玉県統計年鑑（平成19年）
9. ↑  埼玉県統計年鑑（平成20年）
10. ↑  埼玉県統計年鑑（平成21年）
11. ↑  埼玉県統計年鑑（平成22年）
12. ↑  埼玉県統計年鑑（平成23年）
13. ↑  埼玉県統計年鑑（平成24年）
14. ↑  埼玉県統計年鑑（平成25年）
15. ↑  埼玉県統計年鑑（平成26年）
16. ↑  埼玉県統計年鑑（平成27年）
17. ↑  埼玉県統計年鑑（平成28年）
18. ↑  埼玉県統計年鑑（平成29年）
19. ↑  埼玉県統計年鑑（平成30年）
20. ↑  埼玉県統計年鑑（令和元年）
21. ↑  埼玉県統計年鑑（令和2年）